# Vlad Călugărul
Vlad IV Cǎlugǎrul (ca. 1425 - september 1495, in het Nederlands Vlad de Monnik) was een zoon van Vlad II Dracul en een halfbroer van Vlad III Dracula, hij was een van de vele heersers van Walachije gedurende de 15e eeuw. Vlad de Monnik was een troonpredendent voor de heerschappij van Walachije, maar ondernam geen actie of nam deel aan gevechten tegen zijn halfbroer Vlad III, pas naar diens dood.
Zijn vader Vlad II Dracul had de troon bezeten, evenals zijn broers Mircea II, Radu III de Mooie en als laatste Vlad III Dracula. De 15e eeuw was een onstuimige tijd in Walachije, met de troon die aan iedere prins toekwam die hem verlangde.

## Regeerperiode
Hij kwam voor het eerst op de troon in 1481 om het kort daarna weer te verliezen aan Basarab Tepelus cel Tanar, Vlad kreeg de troon weer terug in 1482, waarna hij aan een stuk regeerde tot in 1495. Hij steunde de bouw van de Sint Nikolaas kerk in Brașov, Transsylvanië in 1495. Er staat niks in historische geschriften geschreven over een suggestie over zijn dood datzelfde jaar en dat het niets anders was dan een natuurlijke dood gezien zijn leeftijd. Zijn uitzonderlijke lange regeerperiode in vergelijking tot zijn voorgangers, had hij deels te danken aan de steun van Stefanus III van Moldavië. Hij werd opgevolgd door zijn zoon Radu cel Mare, die tot 1508 zou regeren, toen hij weer werd opgevolgd door zijn neef Mihnea cel Rău, zoon van Vlad Dracula.